# Yael Padilla
Jonathan Yael Padilla Sandoval (ur. 19 grudnia 2005 w Guadalajarze) – meksykański piłkarz występujący na pozycji skrzydłowego, od 2023 roku zawodnik Guadalajary.